# Berosus infuscatus
Berosus infuscatus es un especie de coleóptero acuático de la familia Hydrophilidae. Habita en Estados Unidos, México y Cuba.

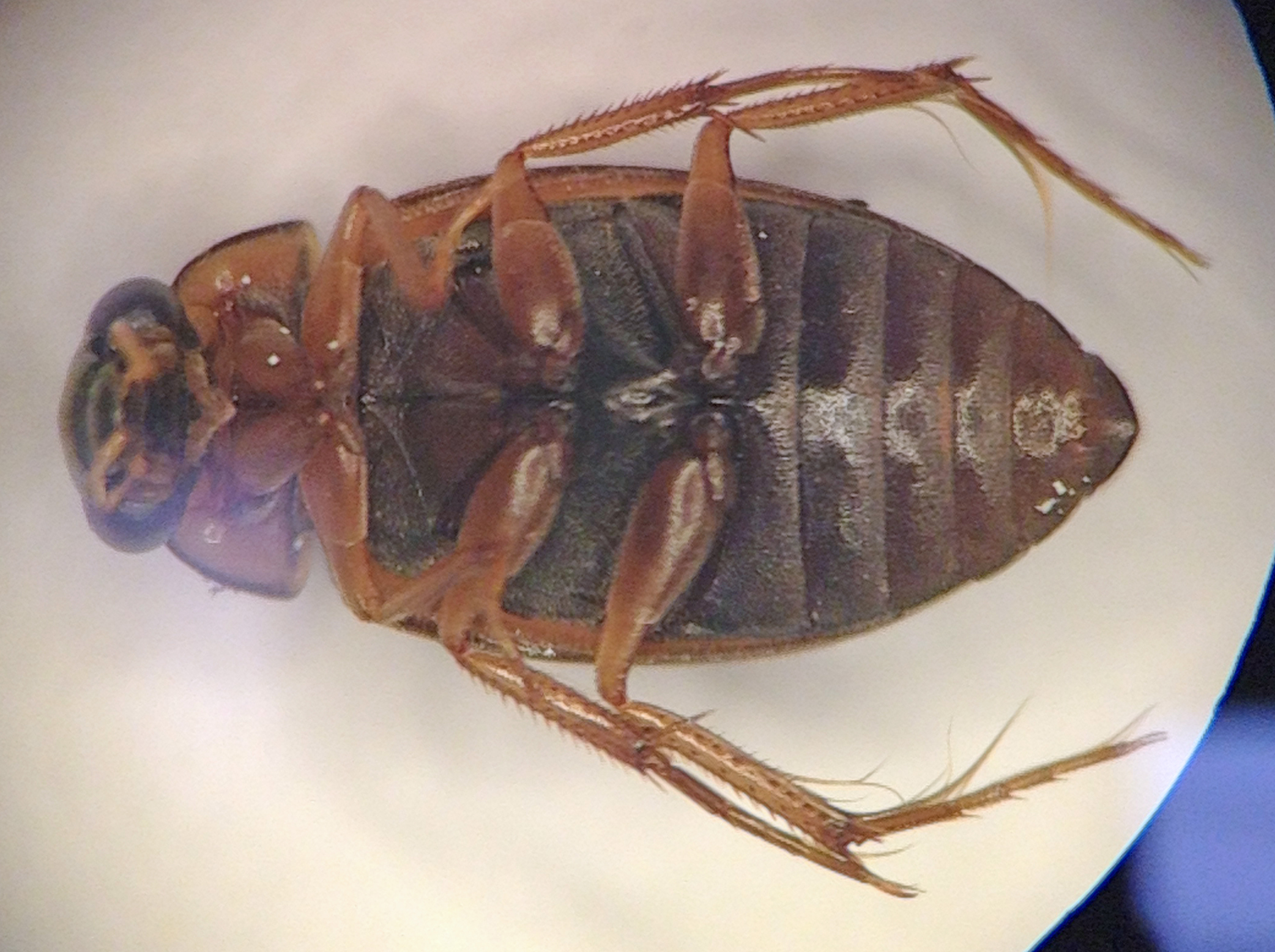